# NGC 4581
NGC 4581 est une galaxie elliptique située dans la constellation de la Vierge. Sa vitesse par rapport au fond diffus cosmologique est de 2 180 ± 24 km/s, ce qui correspond à une distance de Hubble de 32,2 ± 2,3 Mpc (∼105 millions d'al). Cette galaxie a été découverte par l'astronome américain Edward Singleton Holden en 1882.
Selon la base de données Simbad, NGC 4581 est une galaxie active de type Seyfert 2.
À ce jour, cinq mesures non basées sur le décalage vers le rouge (redshift) donnent une distance de 41,880 ± 9,894 Mpc (∼137 millions d'al), ce qui est à l'intérieur des valeurs de la distance de Hubble. Notons cependant que c'est avec la valeur moyenne des mesures indépendantes, lorsqu'elles existent, que la base de données NASA/IPAC calcule le diamètre d'une galaxie et qu'en conséquence le diamètre de NGC 4581 pourrait être d'environ 18,2 kpc (∼59 400 al) si on utilisait la distance de Hubble pour le calculer.

## Groupe de M61, de M60 et l'amas de la Vierge
Selon A.M. Garcia, NGC 4581 est membre du groupe de M61 (NGC 4303). Ce groupe de galaxies comprend au moins 32 membres, dont NGC 4255, NGC 4301 (NGC 4303A dans l'article), M61 (NGC 4303), NGC 4324, NGC 4420, NGC 4527, NGC 4533, NGC 4536, NGC 4599, IC 3267 et IC 3474, de même que la galaxie NGC 4496A qui est en réalité NGC 4496.
D'autre part, toutes les galaxies du New General Catalogue de ce groupe apparaissent  dans une liste de 227 galaxies d'un article publié par Abraham Mahtessian en 1998. Les autres galaxies de ce groupe n'y figurent pas. Cette liste comporte plus de 200 galaxies du New General Catalogue et une quinzaine de galaxies de l'Index Catalogue. On retrouve dans cette liste 11 galaxies du Catalogue de Messier, soit M49, M58, M60, M61, M84, M85, M87, M88, M91, M99 et M100.
Toutes les galaxies de la liste de Mahtessian ne constituent pas réellement un groupe de galaxies. Ce sont plutôt plusieurs groupes de galaxies qui font tous partie d'un amas galactique, l'amas de la Vierge. Pour éviter la confusion avec l'amas de la Vierge, on peut donner le nom de groupe de M60 à cet ensemble de galaxies, car c'est l'une des plus brillantes de la liste. L'amas de la Vierge est en effet beaucoup plus vaste et compterait environ 1300 galaxies, et possiblement plus de 2000, situées au cœur du superamas de la Vierge, dont fait partie le Groupe local,.
De nombreuses galaxies de la liste de Mahtessian se retrouvent dans onze groupes décrits dans l'article d'A.M. Garcia, soit le groupe de NGC 4123 (7 galaxies), le groupe de NGC 4261 (13 galaxies), le groupe de NGC 4235 (29 galaxies), le groupe de M88 (13 galaxies, M88 = NGC 4501), le groupe de NGC 4461 (9 galaxies), le groupe de M61 (32 galaxies, M61 = NGC 4303), le groupe de NGC 4442 (13 galaxies), le groupe de M87 (96 galaxies, M87 = NGC 4486), le groupe de M49 (127 galaxies, M49 = NGC 4472), le groupe de NGC 4535 (14 galaxies) et le groupe de NGC 4753 (15 galaxies). Ces onze groupes font partie de l'amas de la Vierge et ils renferment 396 galaxies. Certaines galaxies de la liste de Mahtessian ne figurent cependant dans aucun des groupes de Garcia et vice versa.